# Frederico Rodrigues Santos
Frederico Rodrigues de Paula Santos (Belo Horizonte, 1993. március 5. –) gyakran egyszerűen Fred brazil labdarúgó, a török Fenerbahçe középpályása.

## Pályafutása

### Internacional
Pályafutását az Atlético Mineiro csapatában kezdte, majd az Internacionalhoz került, ahol bemutatkozott a brazil élvonalban. 2012-ben és 2013-ban állami bajnokságot nyert a csapattal.

#### Sahtar Donyeck
2013. június 26-án Fred aláírt az ukrán bajnokságban szereplő Sahtar Doneck csapatához. Az ukránok 15 000 000 eurót fizettek érte az Internacionalnak. 2013. június 27-én debütált új csapatában egy Zenyit elleni felkészülési mérkőzésen, míg első hivatalos találkozóján, 2013. július 10-én duplázott a Csornomorec Odesza ellen 3–1-re megnyert Szuperkupa-találkozón.
A kelet-ukrajnai háború kirobbanása után Fred is egyike volt azon hat Sahtar játékosnak, akik nem voltak hajlandóak visszatérni csapatuk többi tagjával az ukrán városba.
A Bajnokok Ligájában 2018. február 21-én az AS Roma ellen szerezte első gólját, csapata 2–1-re megnyerte a nyolcaddöntő első találkozóját. A Sahtar színeiben 155 tétmérkőzésen lépett pályára, ezeken 15 gólt és ugyanennyi gólpasszt szerzett, háromszor nyert bajnokságot és kupát is a csapattal. 2018 júniusában a Manchester United érdeklődött iránta, majd június 5-én az angol klub hivatalos honlapján jelentette be, hogy megegyezett a Sahtarral Fred szerződtetésének részleteiről. Szerződését június 21-én írta alá, a Manchester United 52 millió fontot fizetett érte, Fred öt évre szóló szerződést írt alá.

### Manchester United
2023. január 22-én, az Arsenal elleni mérkőzésen ő lett a Manchester United történetében legtöbbször pályára lépő brazil játékos, 182 szerepléssel, megelőzve Andersont. Április 5-én volt 200. pályára lépése a csapat színeiben.

### Fenerbahçe
2023. augusztus 13-án a török Süper Lig-ben szereplő Fenerbahçe hivatalos honlapján jelentette be Fred leigazolását. A Fenerbahçe 9,74 millió eurót fizetett a brazil középpályás játékjogáért, aki négy évre írt alá az isztambuli klubhoz.

### A válogatottban
Részt vett a 2015-ös Copa Américán. Tagja a 2018-as világbajnokságra nevezett brazil keretnek.

## Statisztika

### Klub
2023. június 3-án frissítve.
| Klub              | Szezon         | Bajnokság      | Bajnokság | Bajnokság | Országos kupa | Országos kupa | Ligakupa | Ligakupa | Nemzetközi kupa | Nemzetközi kupa | Egyéb | Egyéb | Összesen | Összesen |
| Klub              | Szezon         | Bajnokság      | M.        | Gól       | M.            | Gól           | M.       | Gól      | M.              | Gól             | M.    | Gól   | M.       | Gól      |
| ----------------- | -------------- | -------------- | --------- | --------- | ------------- | ------------- | -------- | -------- | --------------- | --------------- | ----- | ----- | -------- | -------- |
| Internacional     | 2012           | Série A        | 28        | 6         | 0             | 0             | —        | —        | 0               | 0               | 5     | 0     | 33       | 6        |
| Internacional     | 2013           | Série A        | 5         | 1         | 2             | 0             | —        | —        | 0               | 0               | 15    | 1     | 22       | 2        |
| Internacional     | Összesen       | Összesen       | 33        | 7         | 2             | 0             | —        | —        | 0               | 0               | 20    | 1     | 55       | 8        |
| Sahtar Doneck     | 2013–2014      | Premjer-Liga   | 23        | 2         | 3             | 0             | —        | —        | 4               | 0               | 1     | 2     | 31       | 4        |
| Sahtar Doneck     | 2014–2015      | Premjer-Liga   | 22        | 1         | 6             | 0             | —        | —        | 7               | 0               | 0     | 0     | 35       | 1        |
| Sahtar Doneck     | 2015–2016      | Premjer-Liga   | 12        | 2         | 0             | 0             | —        | —        | 10              | 0               | 1     | 0     | 23       | 2        |
| Sahtar Doneck     | 2016–2017      | Premjer-Liga   | 18        | 2         | 0             | 0             | —        | —        | 10              | 1               | 1     | 0     | 29       | 3        |
| Sahtar Doneck     | 2017–2018      | Premjer-Liga   | 26        | 3         | 3             | 0             | —        | —        | 8               | 1               | 0     | 0     | 37       | 4        |
| Sahtar Doneck     | Összesen       | Összesen       | 101       | 10        | 12            | 0             | —        | —        | 39              | 2               | 3     | 2     | 156      | 14       |
| Manchester United | 2018–2019      | Premier League | 17        | 1         | 1             | 0             | 1        | 0        | 6               | 0               | —     | —     | 25       | 1        |
| Manchester United | 2019–2020      | Premier League | 29        | 0         | 6             | 0             | 4        | 0        | 9               | 2               | —     | —     | 48       | 2        |
| Manchester United | 2020–2021      | Premier League | 30        | 1         | 3             | 0             | 3        | 0        | 12              | 0               | —     | —     | 48       | 1        |
| Manchester United | 2021–2022      | Premier League | 28        | 4         | 2             | 0             | 0        | 0        | 6               | 0               | —     | —     | 36       | 4        |
| Manchester United | 2022–2023      | Premier League | 35        | 2         | 6             | 2             | 6        | 1        | 9               | 1               | —     | —     | 56       | 6        |
| Manchester United | Összesen       | Összesen       | 139       | 8         | 18            | 2             | 14       | 1        | 42              | 3               | —     | —     | 213      | 14       |
| Karrier összes    | Karrier összes | Karrier összes | 273       | 25        | 32            | 2             | 14       | 1        | 81              | 5               | 23    | 4     | 423      | 37       |

### Válogatott
2022. december 9-én frissítve.
| Brazília | Brazília      | Brazília |
| Év       | Pályára lépés | Gól      |
| -------- | ------------- | -------- |
| 2014     | 2             | 0        |
| 2015     | 4             | 0        |
| 2016     | 0             | 0        |
| 2017     | 0             | 0        |
| 2018     | 2             | 0        |
| 2021     | 12            | 0        |
| 2022     | 9             | 0        |
| Összesen | 32            | 0        |

## Sikerei, díjai

### Klub
Internacional
- Campeonato Gaúcho: 2012, 2013

Sahtar Doneck
- Ukrán bajnok: 2013–2014, 2016–2017, 2017–2018
- Ukrán kupagyőztes: 2015–2016, 2016–2017, 2017–2018
- Ukrán Szuperkupa-győztes: 2013, 2014, 2015, 2017

Manchester United
- Angol ligakupa: 2022–2023

### Egyéni
- UEFA Európa-liga A szezon csapata: 2019–2020